# Ostern
Ostern (eastern, em russo: истерн, romanizado: Istern; ou остерн) é um gênero cinematográfico criado na União Soviética e no Bloco Oriental como uma variação dos filmes de faroeste (western). A palavra ostern é uma junção da palavra alemã Ost, que significa "leste", e da palavra inglesa western. Dois subgêneros podem ser distinguidos (embora os termos possam ser usados de forma intercambiável):
- Red westerns, ambientados no "Velho Oeste" americano, mas envolvendo temas e interpretações radicalmente diferentes dos westerns dos EUA. Esses faroestes soviéticos foram produzidos principalmente no Bloco Oriental, especialmente na Alemanha Oriental e na Tchecoslováquia. Exemplos de red westerns incluem Limonádový Joe aneb Koňská opera (Tchecoslováquia, 1964), Die Söhne der großen Bärin (Alemanha Oriental, 1966), Pruncul, petrolul și ardelenii (Romênia, 1981) e Chelovek s bulvara Kaputsinov (URSS, 1987).
- Easterns (osterns) eram ambientados domesticamente nas estepes e regiões da Ásia Central da URSS, tipicamente durante a Revolução Russa ou a Guerra Civil seguinte. Os easterns eram apresentados em um estilo fortemente influenciado por filmes de faroeste americanos. Exemplos desse gênero incluem Neulovimye mstiteli (1966) e suas sequências, Beloye solntse pustyni (1970), Dauria (1971), Svoy sredi chuzhikh, chuzhoy sredi svoikh (1974) e Telokhranitel (1979).

## Contexto e origens
Os faroestes americanos estavam entre os filmes dos EUA importados para a antiga União Soviética. Como resultado, certos filmes soviéticos da época são vistos como incorporando elementos ocidentais. Por exemplo, a imagem do cowboy ocidental é usada para simbolizar os Estados Unidos e o Ocidente como um todo na comédia muda soviética Neobychainye priklyucheniya mistera Vesta v strane bolshevikov (1924). Krasnye dyavolyata é um filme de ação revolucionário que também toma emprestado do gênero western. À medida que as restrições culturais se estreitaram durante a era stalinista, no entanto, os filmes inspirados no faroeste na União Soviética tornaram-se raros. No entanto, Stalin era um apreciador ávido de filmes de faroeste de Hollywood e alguns argumentam que ele desejava o gênero Western dentro da União Soviética.

## Surgimento do gêneroostern
Ognennye versty de 1957 é um dos primeiros exemplos de um faroeste soviético, pois foi lançado anos antes do gênero Ostern se tornar formalizado e predominante. O gênero faroeste viu um ressurgimento na União Soviética na década de 1960, em grande parte resultante do degelo de Khrushchev. Em 1962, a URSS permitiu a exibição de certos filmes dos EUA e estrangeiros. The Magnificent Seven, um faroeste americano estrelado por Steve McQueen, tornou-se o mais bem-sucedido desses filmes comercialmente, tornando-se um clássico cult instantâneo entre os espectadores soviéticos. A popularidade esmagadora e a demanda comercial de filmes como The Magnificent Seven atraíram cineastas soviéticos e instituições cinematográficas estatais a experimentar elementos ocidentais em suas próprias produções, resultando na criação do faroeste soviético.
A comédia tchecoslovaca Limonádový Joe aneb Koňská opera (1964) ganhou popularidade entre os cidadãos soviéticos e aqueles no Bloco Oriental. Embora o filme seja em grande parte uma paródia do gênero western, seu sucesso comercial, no entanto, promoveu a familiaridade dos tropos ocidentais dentro do Bloco Oriental e do público soviético em geral.
Der Schatz im Silbersee, Alemanha Ocidental, de Karl May, coprodução com a Iugoslávia, foi seminal para o início da era dos red westerns alemães. O filme motivou uma série de grande sucesso de Indianerfilme ("Filmes Indianos") sobre Winnetou e outros, produzida pelos estúdios DEFA da Alemanha Oriental. O alemão oriental Die Söhne der großen Bärin (1966) foi um red western seminal que virou as convenções tradicionais americanas de "Cowboy e Índio" de cabeça para baixo, colocando os nativos americanos como heróis e o exército americano como vilões, um motivo inspirado por osterns alemães de grande sucesso. Esses filmes foram imensamente populares entre o público da Alemanha Oriental, promovendo o fascínio alemão generalizado pela cultura nativa americana.
Uma considerável tensão no gênero foi adicionada por cineastas romenos, que incluíam adaptações de histórias de Fenimore Cooper, com muitas delas sendo coproduções com diretores ocidentais.
Beloye solntse pustyni (1970) se destaca como o ostern por excelência, com seu lançamento considerado por alguns como o início da "era de ouro" do filme ocidental soviético. Situado no Turcomenistão rural, o filme incorpora muitas características ocidentais elementares, a saber, tomadas amplas de céus vazios e natureza, transporte via cavalo e sela de couro, e o protagonista estoico solitário. O filme rapidamente obteve um status cult, com várias frases de efeito do filme abrindo caminho para conversas casuais.

## Outros termos no gênero

### Gibanicawestern
Gibanica western foi um termo de curta duração para o equivalente iugoslavo do ostern, mais comumente conhecido como filme partisan e, às vezes, o western partisan. Eles foram feitos nas décadas de 1960, 1970 e 1980, e eram sobre os partisans na Segunda Guerra Mundial. Gibanica é um prato tradicional de pastelaria popular nos Balcãs, e o nome do gênero é apelidado em uma analogia com "spaghetti western".

### Goulashwestern
Os goulash westerns são os easterns do diretor húngaro György Szomjas. Ele dirigiu dois filmes (Talpuk alatt fütyül a szél e Rosszemberek) na década de 1970, filmados no Parque Nacional de Hortobágy, a melhor aproximação de terras devastadas que ele conseguiu encontrar no país.

## Notáveis red westernseosterns
- 1924: Neobychainye priklyucheniya mistera Vesta v strane bolshevikov, um filme de comédia mudo soviético. Um milionário americano contrata um cowboy para sua viagem pela União Soviética, mas bandidos soviéticos os enganam. Muitas perseguições e tiroteios. Os críticos consideram o início de uma "era de ouro" do cinema soviético.[9]
- 1925: Krasnye dyavolyata, soviético;
- 1937: Trinadtsat, soviético; supostamente filmado por ordem de Josef Stalin, que era fã de faroestes[5]
- 1950: Smelye lyudi, soviético; Norbert Franz hesitantemente escreve que tinha "pouco a ver com faroestes do que os cavalos usados".[10]
- 1957: Ognennye versty, soviético[11]
- 1962: Der Schatz im Silbersee, Alemanha Oriental, coprodução com a Iugoslávia; marca o início da era dos faroestes da Alemanha Oriental
- 1964: Limonádový Joe aneb Koňská opera, Tchecoslováquia
- 1966: Die Söhne der großen Bärin, Alemanha Oriental
- 1966: Neulovimye mstiteli, um remake de Krasnye dyavolyata
- 1967: Chingachgook, die große Schlange, Alemanha Oriental[12]
- 1968: Spur des Falken, Alemanha Oriental[13]
- 1968: Weiße Wölfe, Alemanha Oriental
- 1970:  Beloye solntse pustyni, soviético; "um eastern ligeiramente irônico", um sucesso de bilheteria com mais de 34 milhões de espectadores naquele ano[14]
- 1970: Vstrecha u staroy mecheti, RSS Tajique[15]
- 1970: Konets atamana, RSS Cazaque; alguns classificam-no como oriental, mas em bases duvidosas. Teve três continuações com o mesmo personagem principal, o tchekista Chadyarov
- 1971: Dauria (duas partes)
- 1972: Sedmaya pulya, RSS Uzbeque[16]
- 1973: Vsadnik bez golovy, red western soviético-cubano
- 1974: Svoy sredi chuzhikh, chuzhoy sredi svoikh
- 1976: Talpuk alatt fütyül a szél, um western goulash de György Szomjas
- 1979: Rosszemberek, um western goulash de György Szomjas
- 1979: Telokhranitel, RSS Tajique
- 1981: Pruncul, petrolul și ardelenii (Romênia)
- 1981: Sing, Cowboy, Sing, comédia western (marcada para maiores de 10 anos); "uma tentativa fracassada de uma paródia de westerns para crianças"[17]
- 1987: Chelovek s bulvara Kaputsinov (URSS, 1987)
- 1993: Dikiy vostok, Cazaquistão; eastern pós-apocalíptico[18]
- 1995: Voltsja krov[19]